# Polina Prikazchikova
Polina Prikazchikova (16 de julio de 2001) es una deportista israelí que compite en natación sincronizada. Ganó una medalla de bronce en el Campeonato Europeo de Natación de 2021, en la prueba equipo libre.

## Palmarés internacional
| Campeonato Europeo | Campeonato Europeo | Campeonato Europeo | Campeonato Europeo |
| Año                | Lugar              | Medalla            | Prueba             |
| ------------------ | ------------------ | ------------------ | ------------------ |
| 2021               | Budapest (Hungría) | Medalla de bronce  | Equipo libre       |